# Christian Bracconi
Christian Bracconi (Constantine, 25 november 1960) is een in Algerije geboren Frans voetbaltrainer en voormalig voetballer.

## Carrière

### Spelerscarrière
Bracconi werd opgeleid door SC Bastia, met wie hij van 1980 tot 1983 in de Division 1 speelde. In 1983 zakte hij af naar tweedeklasser Racing Besançon, alvorens in 1986 terug te keren op het hoogste niveau door bij FC Metz te tekenen. Met Metz won hij zijn enige trofee als speler, namelijk de Coupe de France in 1988. In de finale tegen FC Sochaux zette Bracconi in de strafschoppenreeks de vierde penalty van Metz om. Enkele maanden later keerde hij terug naar SC Bastia, inmiddels een tweedeklasser, waar hij in 1991 zijn spelerscarrière afsloot.

### Trainerscarrière
Bracconi maakte zijn debuut in de dug-out in het seizoen 2001/02, toen hij bij FC Metz als assistent van hoofdtrainer Albert Cartier en later Francis De Taddeo fungeerde. In januari 2002 eindigde de samenwerking. De volgende opdracht van Bracconi volgde pas in 2009, toen hij jeugdcoördinator werd bij SC Bastia. Een jaar later stapte hij over naar AC Ajaccio om dezelfde functie te gaan vervullen. Na het vertrek van Fabrizio Ravanelli was Bracconi van november 2013 tot oktober 2014 ook hoofdtrainer van de club.
In juli 2015 werd Bracconi volwaardig hoofdtrainer van derdeklasser CA Bastia. Op 20 november 2015 werd Bracconi ontslagen wegens tegenvallende resultaten. Na zes maanden werkeloosheid werd hij bij FC Sochaux de assistent van hoofdtrainer Albert Cartier, met wie hij zowel als speler als als assistent-trainer al eerder had samengewerkt bij FC Metz. 
Op aanraden van Cartier kwam Bracconi in 2017 bij de Belgische tweedeklasser AFC Tubize terecht. Hij begon bij de Waals-Brabantse club als assistent van hoofdtrainer Sadio Demba, maar al snel moest Demba plaatsruimen voor Bracconi. Onder Bracconi als hoofdtrainer eindigde Tubize laatste in Eerste klasse B, maar door het faillissement van Lierse SK kon de club zich toch handhaven. Het seizoen daarop eindigde Tubeke opnieuw laatste, en ditmaal moest het wél degraderen naar Eerste klasse amateurs. Bracconi gaf daarop zijn ontslag.
In december 2019 werd Bracconi aangesteld als opvolger van Dino Toppmöller bij Excelsior Virton. Onder Toppmöller had Virton net naast het eerste periodekampioenschap in Eerste klasse B gegrepen en was het met 2 op 9 aan het tweede periodekampioenschap begonnen. Bracconi parkeerde de club in het tweede periodekampioenschap op een vierde plaats, op zes punten van winnaar Beerschot VA. Toen zijn contract in juni 2020 afliep, werd dat vanwege het niet-behalen van de proflicentie en de coronapandemie niet verlengd.

## Erelijst

### Als speler
FC Metz
- Coupe de France

1987/88